# Kim Yu-jin (taekwondoka 2000)
Kim Yu-jin (김유진?; Danyang, 17 ottobre 2000) è una taekwondoka sudcoreana e attuale campionessa olimpica nella categoria 57 kg femminile.

## Biografia
Kim Yu-jin è nata il 17 ottobre 2000 a Danyang, in Corea del Sud.
Nel 2016, Kim arrivò prima ai campionati mondiali juniores di taekwondo a Burnaby. Nel 2019, partecipò alle Universiadi a Napoli, vincendo l'oro.
Nel 2021, partecipò ai campionati asiatici a Beirut, arrivando prima. Vinse poi un altro oro ai giochi mondiali universitari del 2021 a Chengdu, sconfiggendo Patrycja Adamkiewicz.
Nel 2022, andò ai Giochi asiatici a Hangzhou, classificandosi terza.
Due anni dopo, Kim prese parte alle Olimpiadi del 2024 a Parigi, dove sconfisse Nahid Kiani vincendo l'oro l'8 agosto.

## Palmarès
- Giochi olimpici: 1
 Oro a Parigi 2024 (categoria 57 kg)
- Campionati asiatici di taekwondo: 1
 Oro a Beirut 2021 (categoria 57 kg)
- Giochi asiatici: 1
 Bronzo a Hangzhou 2022 (categoria 57 kg)
- Campionati mondiali juniores di taekwondo: 1
 Oro a Burnaby 2016 (categoria 49 kg)
- Giochi mondiali universitari: 2
 Oro a Napoli 2019 (categoria 57 kg)
 Oro a Chengdu 2021 (categoria 57 kg)